# ホセイン・カーゼンプール・アルダビーリー
ホセイン・カーゼンプール・アルダビーリー（ペルシア語: حسین کاظم‌پور اردبیلی、英語: Hossein Kazempour Ardabili、1952年 - 2020年5月16日）は、イランの政治家。同国商務大臣、石油輸出国機構（OPEC）代表などを歴任した。

## 来歴
1980年、モハンマド・アリー・ラジャーイー内閣で数カ月ではあったが商務大臣を務めた。1981年にはイスラーム共和党本部に対する爆弾テロ事件に巻き込まれ、スイスにて治療を行っている。
1990年から1995年にかけては駐日イラン大使を務めたが、この際にイランに違法な武器輸出を行った疑惑が持たれている。この疑惑は2000年に明るみに出たが、外交官特権により起訴されることはなかった。
1995年から2008年までイランの石油輸出国機構（OPEC）代表を務め、2013年に石油大臣ビージャン・ナームダール・ザンゲネの命によりOPEC代表に返り咲いた。2020年5月16日、脳出血のため現職のまま68歳で死去。